# Ribera d'Èvol
La Ribera d'Èvol és un riu de la comarca del Conflent, a la Catalunya del Nord, que neix i discorre pel terme comunal d'Oleta i Èvol, on també s'aboca en la Tet. Els seus 13,4 km de recorregut discorren pel terme d'Oleta i Èvol, tot i que en el tram final fa de límit entre aquesta comuna i la d'Orellà.
Arrenca de l'extrem sud-est del Gorg Negre, des d'on davalla cap al sud-est, de primer, i després fa una àmplia girada cap al sud-oest, posteriorment cap al sud, sempre amb les constants ziga-zagues d'un torrent de muntanya. En deixar el Gorg Negre travessa les Tarteres del Gorg, després de les quals rep per la dreta la Llissa Rosta i les aigües de la Font Grossa; tot seguit, sempre per la dreta, hi arriba el Còrrec de les Molleres, que hi aporta també la Llissa Grossa. Tot travessant el Solà de la Valleta, rep per la dreta la Llissa del Roc, la Llissa de la Font i la Llissa del Passant. Ja a les Jaces de Morgó, rep, encara per la dreta, la Llissa de la Font de les Dous. Poc després arriba a la Molina, on la Ribera d'Èvol fa un ample revolt per a girar cap al sud. Hi rep aleshores per l'esquerra el Comall de la Pinosa i el de Roca Roja.
Ja decantat cap al sud, rep per la dreta el Comall dels Pudents i tot seguit el de la Font de Bordol; després, ara per l'esquerra, el Comall Llobí, amb el de Planell Llobí, i poc després el de Fontfreda. Al cap de poc, per la dreta, el Comall de les Peülles, tot travessant les Corts d'Avall, i de seguida per l'esquerra el Comall de Llobià. Al cap de poc rep per la dreta un dels que hi aporta més cabal: el Comall de la Llavanera, que hi aporta els comalls del Peiró, de les Eroles i de la Font Sabiola, alguns dels quals provenen del terme d'Orellà. Continuant cap al sud, passa per les Agulles i arriba al Roc dels Moros, on hi hagué una fortificació medieval; en aquest lloc rep per la dreta el Comall del Carreret i per l'esquerra el de les Agulles.
Passat el Bac de l'Encantada, la Ribera d'Èvol rep per la dreta el Comall de les Fraus, que hi aporta els comalls de la Torrella, del Frau del Moliner, de Font de Mill i de Campilles, i després per l'esquerra el Comall dels Barols. Tot seguit, per la dreta el Comall de Millar, després per l'esquerra el Comall de Ponç, per la dreta el Comall de la Grevolosa, amb el de les Comes i el de l'Aigua Roja, i tot seguit arriba al poble de Tuïr d'Èvol. Al llarg del seu pas hi arriben per la dreta el Comall de Paulet i el de la Mata. Marcant un revolt pronunciat, el riu arriba a les envistes del poble d'Èvol, abans del qual rep encara per l'esquerra el Comall del Riell, que hi aporta els comalls dels Torrents, de la Trugeta, de Roca Corba i del Poll, i per la dreta el d'Ocellons i el de Francol. A la meitat del poble d'Èvol, hi arriba per l'esquerra el Comall dels Mitjans, i després, aigua avall, per la dreta el del Quinsà, per l'esquerra el de les Fontetes i tot seguit alhora per la dreta el de Torrassa i per l'esquerra el de les Comes.
Més cap al sud-est, hi arriben per la dreta el Comall de Vallareres i el d'Orellà, i, davant mateix del darrer, per l'esquerra els Comalls dels Terrers, i després el Comall dels Baus de Polles. Ja a prop d'arribar a Oleta, rep per la dreta el Comall de l'Església i el de Fontanilles. Un bon tros avall, s'ajunta a la Ribera d'Èvol la Ribera de Cabrils i poc després, al Pont de Cerdanya, s'aboca en la Tet.